# 藤田彬
藤田 彬（ふじた あきら、1929年12月9日 - 2004年10月17日）は、日本の銀行家。大和銀行（現・りそな銀行）頭取。大和銀行ニューヨーク支店巨額損失事件が発覚した当時の頭取であった。

## 経歴
- 1929年12月 岐阜県生
- 1947年3月 福岡県中学修猷館卒業
- 1953年3月 東京大学経済学部卒業
  - 4月 大和銀行入行
- 1982年6月 大和銀行取締役東京業務第一部長
- 1984年6月 同行取締役福岡支店長
- 1985年8月 同行取締役人事部長
- 1986年3月 同行常務取締役人事部長
  - 8月 同行常務取締役管理総合部長
  - 12月 検査部長兼務
- 1987年6月 専務取締役管理総合部長
- 1989年6月 同行取締役副頭取
- 1991年4月 同行取締役頭取
- 1995年10月 同行相談役